# DM i landevejscykling 2025 – Enkeltstart (U23 damer)
U23-damernes enkeltstart ved DM i landevejscykling 2025 blev afholdt fredag den 27. juni 2025 i og omkring Aalborg i forbindelse med DM-ugen. Det var den 3. udgave af danmarksmesterskabet siden den første udgave i 2023. Den 26,8 km lange enkeltstart med en samlet stigning på 120 m havde start og målstreg ved Aalborg Havn. Elitedamerne kørte samtidig med U23-rytterne, og var en del af feltet. 

## Ruten
Efter starten på Toldbod Plads i centrum af Aalborg kørte rytterne over Limfjordsbroen, og satte kursen mod Lindholm Høje hvor der kom cirka tre kilometer let kuperet terræn. Derefter gik turen mod Hvorupgård, Vestbjerg, Vadum Kirke i Torpet. Da torvet i Nørresundby blev nået kom der et stykke med brosten, inden Limfjordsbroens 450 meter igen skulle passeres inden målstregen kom ved Aalborg Havn.

## Resultat
| \| Samlede stilling \| Samlede stilling \| Samlede stilling \| Samlede stilling \| Samlede stilling \| \| Rytter \| Rytter \| Hold \| Tid \| \| \| ---------------- \| ------------------------------- \| -------------------------------- \| ---------------- \| ---------------- \| \| 1. \| Gertrud Riis Madsen \| Aalborg-Sparekassen Danmark Dame \| 35' 42" \| \| \| 2. \| Alberte Greve \| Uno-X Mobility \| + 42" \| \| \| 3. \| Laura Auerbach-Lind \| Team Sydbank Quooker Njord Law \| + 2' 17" \| \| \| 4. \| Silje Weitze Antvorskov \| Team Friis ABC ACR \| + 2' 23" \| \| \| 5. \| Olympia Bianca Norrid-Mortensen \| Team Torelli \| + 2' 37" \| \| \| 6. \| Anna Margrethe Hansen \| Team Friis ABC ACR \| + 5' 23" \| \| |                                 |                                  |          |
| |                                 |                                  |          |
| Kilde: ProCyclingStats |                                 |                                  |          |
| Samlede stilling |                                 |                                  |          |
| Rytter | Rytter                          | Hold                             | Tid      |
| 1. | Gertrud Riis Madsen             | Aalborg-Sparekassen Danmark Dame | 35' 42"  |
| 2. | Alberte Greve                   | Uno-X Mobility                   | + 42"    |
| 3. | Laura Auerbach-Lind             | Team Sydbank Quooker Njord Law   | + 2' 17" |
| 4. | Silje Weitze Antvorskov         | Team Friis ABC ACR               | + 2' 23" |
| 5. | Olympia Bianca Norrid-Mortensen | Team Torelli                     | + 2' 37" |
| 6. | Anna Margrethe Hansen           | Team Friis ABC ACR               | + 5' 23" |

## Hold og ryttere
| UCI Women's WorldTeam- Uno-X Mobility DCU Elite Teams (3)- Aalborg-Sparekassen Danmark Dame - Team Friis ABC ACR - Team Sydbank Quooker Njord Law Amatørkvindehold- Team Torelli |
| |

### Startliste
| Startliste | Startliste                      | Startliste                       | Startliste | Startliste |
| Nr.        | Rytter                          | Holdnavn                         | Placering  |            |
| ---------- | ------------------------------- | -------------------------------- | ---------- | ---------- |
| 3          | Laura Auerbach-Lind             | Team Sydbank Quooker Njord Law   | 3.         |            |
| 4          | Alberte Greve                   | Uno-X Mobility                   | 2.         |            |
| 7          | Gertrud Riis Madsen             | Aalborg-Sparekassen Danmark Dame | 1.         |            |
| 11         | Silje Weitze Antvorskov         | Team Friis ABC ACR               | 4.         |            |
| 12         | Olympia Bianca Norrid-Mortensen | Team Torelli                     | 5.         |            |
| 23         | Anna Margrethe Hansen           | Team Friis ABC ACR               | 6.         |            |